# Dirk Matschenz

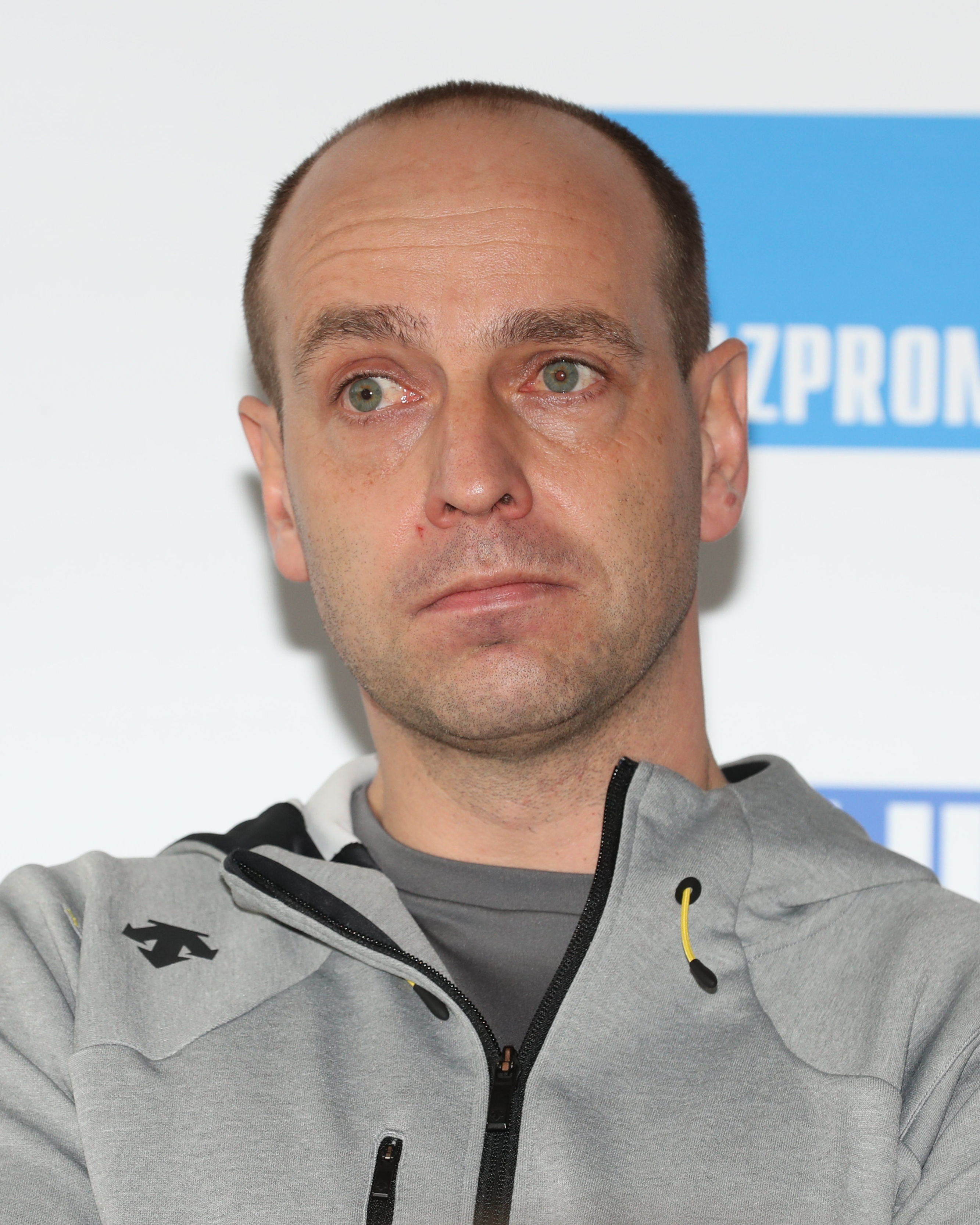
Dirk Matschenz (2020)

Dirk Matschenz (Erfurt, 30 mei 1979) is een in Duitsland geboren Nederlandse skeletonracer.
Na een ruzie binnen de Duitse bond komt Matschenz sinds 2002 uit onder een Nederlandse licentie in de skeletonsport. Hij behoorde in die tijd al tot de internationale top. Echter, een zwaar ongeluk tijdens een training in december 2002, waarbij nagenoeg alle spieren in zijn linkerbovenbeen werden doorgesneden leek een vroegtijdig einde aan zijn sportieve carrière te maken. Matschenz vocht terug en wilde dolgraag weer de bob-baan op.
In 2005 en 2006 probeerde hij samen met de andere Nederlandse skeletonracer Peter van Wees zich te kwalificeren voor de Olympische Winterspelen 2006 in Turijn. Op 12 januari 2006 werd Matschenz 13e tijdens de Wereldbekerwedstrijd in Konigsee, waarmee hij voldeed aan een plaats bij de eerste 15. Wanneer hij dit nog eens zou presteren, zou hij zich officieel kwalificeren voor Turijn. Een week later zou hij voor een verrassing zorgen door in Sankt Moritz 8e te worden in de volgende Wereldbekerwedstrijd. Hiermee voldeed hij aan de eisen van NOC*NSF en zou hij naar Italië mogen. Matschenz beschikt echter nog niet over een Nederlands paspoort en kan zodoende niet worden uitgezonden. Waarom hij, wanneer dit reeds bekend was, zichzelf toch kon nomineren is niet duidelijk.
De kwestie kreeg een staartje op 23 januari, toen tijdens een vergadering besloten werd om Matschenz toch voor te dragen voor deelname aan de Olympische Spelen. De dag daaropvolgend stapten drie leden van de bobsleebond op omdat zij het niet eens waren met de beslissing om Matschenz toch voor te dragen. Uiteindelijk werd Matschenz niet uitgezonden.